# Trapezoid
Trapezoíd (ali tudi splošni štirikotnik in nepravilni štirikotnik) je v ravninski geometriji štirikotnik, ki ni trapez, oziroma, ki nima enakih ali vzporednih stranic. Pri tem je trapez opredeljen po splošno sprejeti definiciji, ki vključuje paralelograme, čeprav jih pogoj neenakosti stranic trapezoida izključuje. Kvadrat po definiciji ni trapezoid, čeprav je poseben primer paralelograma.
V ameriški angleščini izraz trapezoid pomeni trapez, neameriški izraz trapezium pa se včasih rabi za trapezoid (štirikotnik brez vzporednih stranic), čeprav za ta namen služi izraz nepravilni štirikotnik. 
Izraz »trapezoid« je za lik brez vzporednih stranic uvedel Prokl. V njegovem smislu se je ohranil tudi izraz trapez, za štirikotnik z enim parom nasprotnih vzporednih stranic.